# Tatjana Wassiljewna Engelhardt

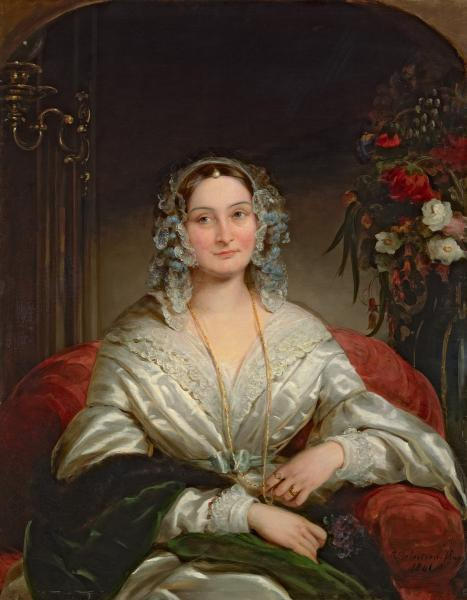
Tatjana Wassiljewna Engelhard (Christina Robertson, 1841, Michaelsburg)

Tatjana Wassiljewna Engelhardt, in 1. Ehe Potjomkina, in 2. Ehe Jussupowa, (russisch Татьяна Васильевна Энгельгардт, 1. брак Потёмкина, 2. брак Юсупова; * 12. Januarjul. / 23. Januar 1769greg.; † 24. Maijul. / 5. Juni 1841greg. in St. Petersburg) war eine russische Hofdame und Mäzenin.

## Leben
Engelhardt war das jüngste Kind des unbegüterten Smolensker Adligen Rittmeister Wassili Andrejewitsch Engelhardt (1735–1794) und seiner Frau Marfa (Jelena) Alexandrowna geborene Potjomkina (1725–1775), Schwester des Feldmarschalls Fürst Grigori Potjomkin, und hatte die Geschwister Alexandra (1754–1838), Warwara (1757–1815), Wassili (1758–1828) und Jekaterina (1761–1829).
Schon vor ihrem 12. Geburtstag wurde Engelhardt Fräulein der Kaiserin Katharina II. Als die Herzogin von Kingston St. Petersburg besuchte und am kaiserlichen Hof empfangen wurde, war sie von der 15-jährigen Engelhardt so beeindruckt, dass sie sie einlud, wie eine Tochter mit ihr nach England zu kommen und Erbin ihres riesigen Vermögens zu werden, was Engelhardt jedoch ablehnte. Stattdessen heiratete sie im September 1785 den 25 Jahre älteren entfernten Verwandten Generalleutnant Michail Potjomkin (1744–1791). Sie bekamen zwei Kinder Alexander (1787–1872, verheiratet mit Tatjana Potjomkina) und Jekaterina (1788–1872, Taufpatin Katharina II., verheiratet mit Alexander Ribeaupierre).
Nach dem Tod ihres Mannes 1791 verließ Engelhardt den Hof und kam nur auf Aufforderung der Kaiserin. Sie lernte den aus Italien zurückgekehrten Botschafter Nikolai Jussupow kennen, den sie 1793 mit dem Segen Katharinas II. heiratete. Sie bekamen die Kinder Boris (1794–1849),  Nikolai (1795–1796) und Marija (1802–?).
Engelhardt lebte bald getrennt von ihrem Mann und verließ wieder den Hof. In St. Petersburg führte sie einen Literarischen Salon, in dem sich ein ausgewählter Kreis bedeutender Personen traf: Gawriil Derschawin, Iwan Krylow, Wassili Schukowski, Alexander Puschkin u. a. Bei ihr lebte Praskowja Lupolowa (1784–1809), die allein aus Ischim nach St. Petersburg gekommen war, um für ihren nach Ischim verbannten Vater die Freiheit zu erwirken. Im Haus der Jussupows wurde Lupolowa der Kaiserin Maria Fjodorowna vorgestellt, worauf Lupolowas Vater bald begnadigt wurde. Dank der Bekanntheit Engelhardts wurde dies wiederholt in der europäischen Literatur dargestellt.
Im Übrigen verwaltete Engelhardt ihr eigenes ererbtes enormes Vermögen und die Landgüter ihres Mannes mit großem Erfolg, sodass das riesige Familienvermögen sich noch vergrößerte. Sie galt als Finanzexpertin und wurde von vielen um Rat gefragt. Sie lebte einfach und gab oft anonym große Geldsummen für wohltätige Zwecke aus. Dem leibeigenen Bauern, Dichter und Maler Fjodor Slepuschkin verhalf sie zur Freiheit, indem sie das Geld für seinen Freikauf sammelte.
Engelhardt begeisterte sich für Schmucksteine. Zu ihrer Sammlung gehörten Ohrringe Marie-Antoinettes und das Perlen-Diamanten-Diadem der Königin von Neapel Caroline Murat.
Engelhardt starb am 5. Juni 1841 in St. Petersburg und wurde in der Mariä-Verkündigungs-Kirche im Alexander-Newski-Kloster bestattet.